# (5340) Burton
(5340) Burton (4027 P-L) – planetoida z grupy pasa głównego asteroid okrążająca Słońce w ciągu 5,42 lat w średniej odległości 3,09 j.a. Odkryta 24 września 1960 roku.